# 뎅기바이러스
뎅기바이러스(DENV)는 뎅기열의 원인이다. 모기에 의해 전파되는 단일 양성 가닥 RNA 바이러스이며, 플라비바이러스속의 플라비바이러스과에 속한다. 바이러스의 네 가지 항원형이 발견되었으며, 다섯 번째 항원형은 아직 확인되지 않았지만 보고되었다. 이 모든 항원형은 전체 질병 스펙트럼을 유발할 수 있다. 그럼에도 불구하고, 주류 과학계의 뎅기바이러스에 대한 이해는 단순할 수 있는데, 이는 뚜렷한 항원군보다는 연속체가 존재하는 것으로 보이기 때문이다. 이 연구는 뎅기바이러스의 47개 균주를 확인했다. 또한, 지카바이러스와 치쿤구니야열과의 동시 감염 및 신속 검사 부족은 실제 감염에서 문제를 복잡하게 만든다.
뎅기바이러스는 지난 20년 동안 급격히 증가하여 열대 국가들이 직면해야 할 최악의 모기 매개 인체 병원체 중 하나가 되었다. 2013년 추정치에 따르면 매년 3억 9천만 건에 달하는 감염이 발생하며, 많은 뎅기 감염이 무증상이거나 아임상적이라는 사실이 점차 이해되고 있다.

## 진화
외피 단백질 분석에 따르면, 최소 세 가지 유전형 (1~3)이 알려져 있다. 2013년에는 네 번째 항원형이 보고되었다. 2015년에 다섯 번째 항원형 DEN-5에 대한 단일 보고가 있었으나, 이는 재현되거나 추가로 보고되지 않았다. 이 바이러스의 뉴클레오타이드 치환율은 뉴클레오타이드당 연간 6.5×10−4로 추정되며, 이는 다른 RNA 바이러스와 유사한 속도이다. 아메리카-아프리카 유전형은 1907년과 1949년 사이에 진화한 것으로 추정된다. 이 시기는 제1차 세계 대전과 제2차 세계 대전을 포함하며, 상당한 인구 이동과 환경 교란이 있었는데, 이는 새로운 매개체 매개 바이러스성 종의 진화를 촉진하는 요인으로 알려져 있다.
네 가지 항원형 모두에 대한 베이즈 분석은 이들의 가장 최근의 공통 조상이 약 서기 340년경(95% 신뢰 구간: 기원전 280년~서기 850년)에 존재했다고 추정했다.

## 생활환

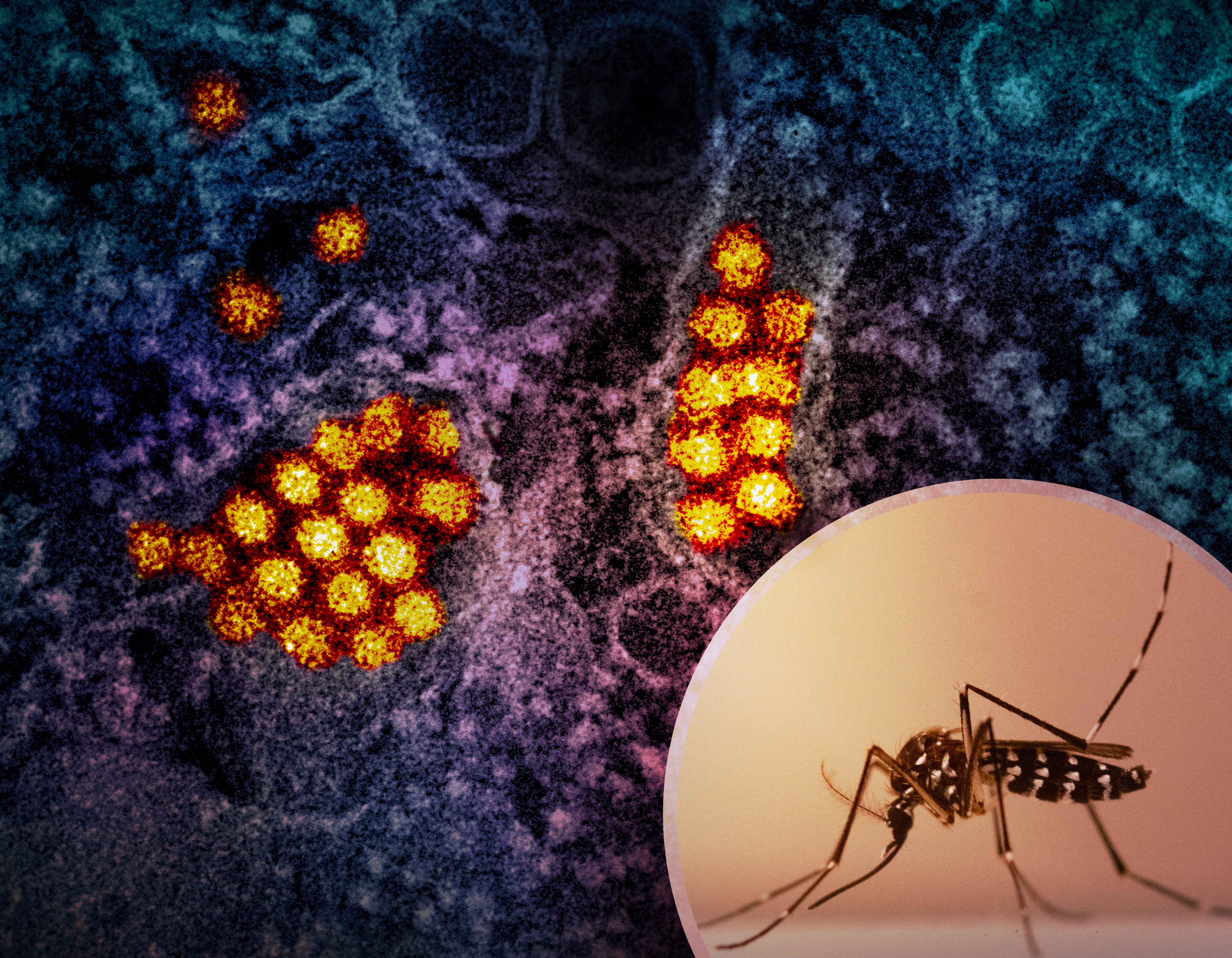
이집트숲모기와 뎅기바이러스 입자의 색상화된 투과전자현미경 사진(노란색/빨간색). 사진: NIAID; 현미경 사진: CDC 제공; 현미경 사진 색상화 및 시각 효과: NIAID.

수백 년 전까지만 해도 뎅기바이러스는 아프리카, 동남아시아 및 남아시아에서 숲모기속 모기와 비인간 영장류 사이의 수풀성 주기를 통해 전파되었으며, 드물게 인간 개체군에 나타났다. 그러나 뎅기바이러스의 전 세계적 확산은 수풀성 주기에서 벗어나 현재는 주로 인간과 숲모기 사이의 전파로 이루어진다. 모기에서 모기로의 수직 감염도 일부 매개체 종에서 관찰되었다. 개도 바이러스에 감염되는 것으로 밝혀졌지만, 개나 다른 동물이 보균자 역할을 할 수 있는지 또는 단순히 우발적인 숙주인지 확인하려면 추가 연구가 필요하다.
모기가 인간으로부터 감염된 혈액을 흡수하면 바이러스는 모기의 장 및 기타 조직을 감염시킨다. 감염된 모기는 다시 혈액을 찾아 다른 인간을 물게 된다. 이때 인간의 피부 세포(각질세포)가 먼저 감염된다. 이어서 수지상 세포(DC)가 바이러스를 흡수하여 감염된다. DC의 이동성은 바이러스를 몸 전체로 퍼뜨려 다른 세포 유형(대식세포, 간세포, 골수 세포)도 감염될 수 있다.
뎅기바이러스의 세포 내 생활환은 절지동물 및 포유류 세포 모두에서 단일 가닥 RNA 바이러스의 전형적인 양성 가닥 RNA 바이러스와 유사하다. 세포의 특정 수용체에 결합한 후 비리온은 세포내이입된다. 엔도솜은 보통 산성화되어 내용물을 소화하는 리소좀이 된다. 그러나 산성 조건은 비리온 외피의 형태 변화를 유발하여 그 막이 엔도솜 막과 융합하게 하고, 바이러스 RNA 유전체 (생명과학)를 포함하는 바이러스 캡시드를 세포의 세포액으로 방출한다.
바이러스 RNA는 캡핑되어 있어 인간 mRNA와 구별할 수 없다. 이는 세포의 리보솜에 의해 3,391개의 아미노산으로 구성된 폴리단백질로 번역된다. 이 폴리단백질은 여러 단계를 거쳐 세 가지 구조 단백질(C, E, prM)과 일곱 가지 비구조 단백질(NS1, NS2A, NS2B, NS3, NS4A, NS4B, NS5)을 생성하기 위해 스스로 절단된다. 모든 비구조 단백질은 캡핑된 바이러스 RNA의 복사본을 만들어 더 많은 폴리단백질과 새로운 비리온을 생산하는 바이러스 복제 복합체 (RC)를 함께 생성하는 데 필요하다. 새로운 비리온은 세포외 배출 소포로 분비 경로를 통해 이동하며, 거기서 세포에서 방출되기 전에 성숙한 형태를 갖게 된다. 감염된 세포 하나는 1,000개에서 10,000개 사이의 새로운 비리온을 방출할 수 있다.
최근 연구 결과에 따르면 바이러스가 인간 세포를 감염시킬 때, 감염된 세포 유형에 따라 자가포식 및 ER 스트레스 반응과 같은 숙주 항상성 과정이 유도되며, 세포 사멸도 유도된다. 감염 중 자가포식 및 ER 스트레스의 활성화는 바이러스 복제를 증가시킨다. 세포 수준에서 뎅기바이러스 생활환에 대한 상세한 요약을 제공하려는 시도는 여러 연구 그룹의 검토 논문에 발표되었다.

## 유전체
DENV 유전체는 약 11000 염기의 양성 가닥 단일 가닥 RNA(ssRNA)로, 세 가지 구조 단백질(캡시드 단백질 C, 막 단백질 M, 외피 단백질 E)과 일곱 가지 비구조 단백질(NS1, NS2a, NS2b, NS3, NS4a, NS4b, NS5)을 암호화한다. 또한 5' 및 3' 말단에 짧은 비부호화 영역을 포함한다.

## 구조 및 효소 단백질

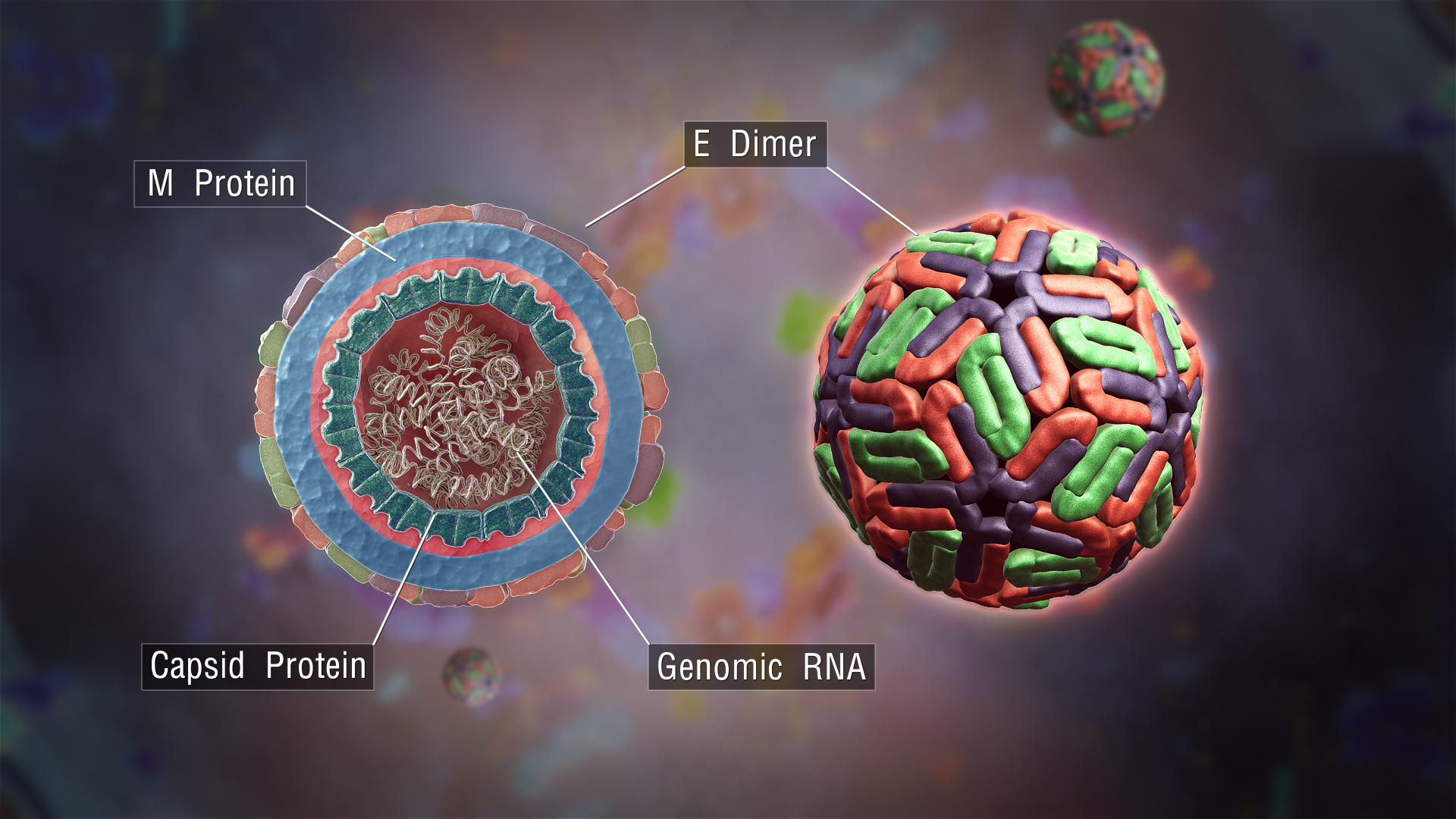
구조적 구성 요소를 보여주는 뎅기바이러스의 단면

### E 단백질
성숙한 바이러스 입자의 표면에서 이합체로 발견되는 DENV E(외피) 단백질은 이 입자가 숙주 세포에 처음 부착하는 데 중요하다. 각 E 단백질 단량체는 세 개의 세포외 도메인(ED1 ~ ED3)과 하나의 막관통 세그먼트를 포함한다. ED2는 이합체화 계면, 두 개의 당화 부위, 세포막과의 융합 펩타이드를 포함한다. ED3는 연속적인 폴리펩타이드 세그먼트이며, 그 접힘은 조밀하고 면역글로불린과 유사하다. 뎅기바이러스는 숲모기속의 모기 종에 의해 전파된다. 바이러스 E 단백질과 상호작용하는 여러 분자(ICAM3-grabbing nonintegrin, CD209, Rab 5, GRP 78, 및 만노스 수용체)는 부착 및 바이러스 침입을 매개하는 중요한 요소로 나타났다. 리보솜 단백질 SA의 막 형태 또한 부착에 관여할 수 있다. E 단백질은 물리화학적으로 보존된 B 세포 및 T 세포 특이적 에피토프를 포함하는 것으로 알려져 있으며, 이는 백신 설계에 활용될 수 있다. E 단백질의 재조합 도메인은 뎅기바이러스에 대한 항체 혈청학적 검출에서 잘 정의된 항원으로, 백신 후보 물질의 면역원으로 사용된다.

### prM/M 단백질
DENV prM(막) 단백질은 바이러스 입자의 형성 및 성숙에 중요하며, 세 개의 이황화 결합으로 안정화된 일곱 개의 역평행 β-가닥으로 구성된다.
성숙한 DENV 비리온의 당단백질 껍질은 각각 180개의 E 단백질과 M 단백질로 구성된다. 미성숙 비리온은 E 단백질과 prM 단백질이 90개의 이종이합체를 형성하여 바이러스 입자 외부를 뾰족하게 만든다. 이 미성숙 바이러스 입자는 소포체로 출아하고 결국 분비 경로를 통해 골지체로 이동한다. 비리온이 트랜스-골지 네트워크를 통과하면서 낮은 pH에 노출된다. 이 산성 환경은 E 단백질의 형태 변화를 일으켜 prM 단백질로부터 분리되고 E 동종이합체를 형성하게 하여 바이러스 표면에 납작하게 놓여 성숙하는 비리온에 매끄러운 외관을 부여한다. 이 성숙 과정 동안 pr 펩타이드는 숙주 단백질분해효소인 푸린에 의해 M 펩타이드에서 절단된다. 그런 다음 M 단백질은 성숙한 비리온의 E-단백질 껍질 아래에서 막관통 단백질로 작용한다. pr 펩타이드는 바이러스 입자가 세포외 환경으로 방출될 때까지 E 단백질과 결합한 상태로 유지된다. 이 pr 펩타이드는 바이러스 입자가 세포를 빠져나갈 때까지 E 단백질의 소수성 융합 고리를 덮는 뚜껑 역할을 한다.

### NS3 단백질
DENV NS3은 세린 단백질분해효소이며, RNA 헬리카제 및 RTPase/NTPase이기도 하다. 단백질분해효소 도메인은 단백질의 1-180번째 잔기로 형성된 두 개의 β-배럴에 배열된 여섯 개의 β-가닥으로 구성된다. 촉매 삼합체(His-51, Asp-75, Ser-135)는 이 두 β-배럴 사이에 발견되며, 활성은 NS2B 보조인자의 43개 아미노산 세그먼트의 존재에 따라 달라진다. 이 보조인자는 NS3 단백질분해효소 도메인 주위를 감싸며 활성 부위의 일부가 된다. 보조인자 영역 전후의 나머지 NS2B 잔기는 막 결합에 관여하는 나선형 도메인을 포함한다. 나머지 NS3 잔기(180-618)는 DENV 헬리카제의 세 가지 하위 도메인을 형성한다. 네 개의 α-나선으로 둘러싸인 여섯 가닥의 평행 β-시트가 하위 도메인 I과 II를 구성하고, 하위 도메인 III은 세 개의 짧은 α-나선과 두 개의 역평행 β-가닥으로 둘러싸인 네 개의 α-나선으로 구성된다.

### NS4A 단백질
DENV NS4A는 세포막 곡률 변화 및 자가포식 유도에 관여하는 비구조 단백질이다. 막 변경 특성 외에도 NS4A는 바이러스 복제 복합체의 발판 역할을 하며 올리고머화를 겪는다. NS4B와의 상호작용에 영향을 미치는 NS4A 돌연변이는 바이러스 복제를 억제하거나 심각하게 감소시켰는데, 이는 뎅기 복제에서 NS4A와 NS4B의 상호작용의 중요성을 나타낸다.

### NS5 단백질
DENV NS5 단백질은 N-말단(1-296 잔기)에 메틸전이효소 도메인과 C-말단(320-900 잔기)에 RNA-의존성 RNA 중합효소(RdRp)를 가진 900개 잔기 펩타이드이다. 메틸전이효소 도메인은 N- 및 C-말단 하위 도메인에 의해 양쪽에 α/β/β 샌드위치로 구성된다. DENV RdRp는 손바닥, 손가락, 엄지 하위 도메인과 뉴클레오타이드 통합을 위한 GDD 모티프를 포함하는 다른 RdRp와 유사하다.

### E 단백질과 중화 항체 복합체
항체와 바이러스 E 단백질의 세포외 도메인(sE) 또는 그 도메인 3(ED3) 간의 복합체의 결정 구조는 바이러스 인식 및 중화의 분자적 기반을 이해하는 데 도움이 되었다. 일부 에피토프는 성숙한 비리온의 알려진 구조에서 부분적으로 또는 전체적으로 접근 불가능하다. 따라서 해당 항체는 37°C에서 바이러스의 대체 또는 전이적 형태에 결합하는 것으로 추정된다.
- 마우스 항체 E111은 DENV1을 중화한다. 그 Fab 및 scFv 단편은 DENV1의 ED3 도메인과 복합체를 형성하여 결정화되었다. 그 에피토프는 ED3의 β-가닥 C 및 C'와 그 사이의 루프 주변에 위치한다.[49]
- 마우스 항체 1A1D-2는 DENV1, DENV2, DENV3을 강력하게 중화한다. 그 Fab 단편은 DENV2의 ED3 도메인과 복합체를 형성하여 결정화되었다. 그 에피토프는 ED3의 β-가닥 A와 G에 걸쳐 있다.[50]
- 마우스 항체 2H12는 네 가지 DENV 항원형 모두와 교차 반응한다. DENV2를 제외한 해당 바이러스를 중화한다. 그 Fab 단편은 DENV1, DENV3, DENV4의 ED3 도메인과 복합체를 형성하여 결정화되었다. 그 에피토프는 ED3의 보존된 AB 루프 주변에 위치한다.[51]
- 마우스 항체 4E11은 네 가지 DENV 항원형 모두를 다양한 효율로 중화한다. 그 scFv 단편은 네 가지 DENV 항원형의 ED3 도메인과 복합체를 형성하여 결정화되었다. 그 에피토프는 1A1D-2의 에피토프와 마찬가지로 ED3의 β-가닥 A와 G에 걸쳐 있다.[52][53] 2.0 Å 해상도의 구조는 단백질 인터페이스 내의 물 분자의 역할과 상호작용 및 교차 인식에서 이러한 인터페이스 외부의 체세포 과변이의 역할을 분석할 수 있게 했다.[54]
- 침팬지 항체 5H2는 DENV4를 강력하게 중화한다. 그 Fab 단편은 DENV4의 sE 단백질과 복합체를 형성하여 결정화되었다. 그 에피토프는 E 단백질의 도메인 1(ED1)에 포함된다.[55]
- 인간 항체 Ede1-C10, Ede2-A11 및 Ede2-B7은 네 가지 DENV 항원형 모두를 강력하게 중화한다. 그 Fab 또는 scFv 단편은 DENV2의 sE 단백질과 복합체를 형성하여 결정화되었다. 이들 항체의 인식 결정 요인은 E 이합체 계면의 항원형-불변 부위에 있으며, E 융합 루프의 노출된 측쇄와 두 개의 보존된 글리칸 측쇄를 포함한다.[56]

## 질병
뎅기열의 일반적인 이름으로는 뼈 부러지는 열 (breakbone fever), 구토, 댄디 열 (dandy fever) 등이 있으며, 뎅기출혈열과 뎅기쇼크증후군은 심한 형태이다. 뎅기열은 전 세계 열대 및 아열대 기후에서 주로 도시 및 준도시 지역에서 발견된다. 감염된 모기에 노출된 모든 연령대의 사람들이 뎅기열 발병 위험에 있다. 이 질병은 동남아시아, 남아시아, 남아메리카의 열대 국가에서 감염된 모기가 많은 우기에 가장 자주 발생한다. 바이러스는 감염된 암컷 모기에 물려서 인간에게 전파되지만, 인간은 질병을 전파할 수 없으며 전염성도 없다. 잠복기는 3~14일이며, 질병 기간은 3~7일이다. 징후 및 증상으로는 심한 두통, 안구 후방 통증, 근육, 관절 및 뼈 통증, 반점 또는 구진성 발진, 점상출혈, 반상출혈, 자반, 코피, 잇몸 출혈, 혈뇨 또는 양성 토니켓 검사 결과와 같은 경미한 출혈 증상이 있을 수 있다. 최근의 체계적인 검토 및 메타 분석에 따르면 알레르기 증상이 뎅기열 중증도와 높은 관련이 있는 핵심 증상 중 하나로 나타났다.

## 감염 메커니즘
1. 뎅기바이러스(DENV) E 외피 단백질이 세포 수용체에 결합한다. 세포 수용체의 정확한 특성은 아직 완전히 밝혀지지 않았다.
2. DENV는 세포내이입된다. 엔도솜의 산성화는 E의 형태 변화를 유도하여 융합 펩타이드 서열을 노출시키고, 이는 외피와 엔도솜 막의 융합을 촉진하여 비리온 캡시드를 세포질로 방출한다.
3. 세포질에서 탈코팅이 일어난다.
4. 숙주 번역 기계(리보솜)가 (+)ssRNA를 단일 폴리펩타이드로 번역한다.
5. 세포 및 바이러스 단백질분해효소가 폴리펩타이드를 소포체 막에 삽입된 상태에서 10개의 단백질(E, M, C 및 7개의 비구조/효소 단백질)로 절단한다.
6. 기능적인 RNA 의존성 RNA 중합효소가 합성되자마자 RNA 복제가 시작될 수 있다. 합성은 비대칭적으로 일어나며, 양성 가닥이 음성 가닥보다 10배 더 많이 생성된다.
7. 조립은 세포내 막에서 일어나며, 이는 소포체로 출아하여(소포체 막에서 외피를 형성) 소포체에서 골지체를 거쳐 소포로 연속적으로 출아하면서 번역 후 변형, 예를 들어 당화 및 pH 변형 재배열을 통해 성숙이 이루어진다.
8. 세포외 배출을 통해 방출된다.[64]

### 심각한 질병
일부 사람들은 뎅기출혈열과 같은 더 심각한 형태의 뎅기열을 앓는다. 다른 바이러스 균주가 다양한 면역 배경을 가진 사람들과 상호작용하면서 복잡한 상호작용이 발생한다. 가능한 원인 중 하나는 항체 의존성 강화로 알려진 메커니즘을 통한 교차 항원형 면역 반응인데, 이는 뎅기열에 이전에 감염된 사람이 두 번째, 세 번째 또는 네 번째로 감염될 때 발생한다. 이전 뎅기바이러스 균주에 대한 항체는 현재 균주에 대한 면역 반응을 방해하여 역설적으로 더 많은 바이러스 침입 및 흡수를 유발한다.

## 면역 체계 상호작용
최근 몇 년 동안 많은 연구에서 플라비바이러스, 특히 뎅기바이러스가 감염 중에 선천면역 반응을 억제하는 능력이 있음이 밝혀졌다.
실제로 뎅기바이러스는 선천면역 반응의 다양한 매개체를 억제할 수 있는 많은 비구조 단백질을 가지고 있다. 이 단백질은 두 가지 수준에서 작용한다.

### 신호 변환기 차단을 통한 인터페론 신호 억제
NS4B는 소포체와 관련된 작은 소수성 단백질이다. 인터페론 제1형 알파 및 베타에 의한 유도 후 STAT 1의 인산화를 차단할 수 있다. 실제로 뎅기바이러스와 관련된 Tyk2 키나아제 활성이 감소함에 따라 STAT 1 인산화도 감소한다. 또한, 앞서 언급한 'NS4B' 단백질에 의해 인터페론 자극 유전자(ISG)의 발현이 제한됨에 따라 바이러스에 대한 선천면역 반응은 더욱 약화된다. NS2A와 NS4A 보조인자도 STAT 1 억제에 참여할 수 있다.
NS5 - 이 105kDa 단백질의 존재는 단독으로 발현될 때 STAT2(인터페론에 대한 반응의 신호 전달을 통해)의 비활성화를 초래한다. NS5가 단백질분해효소(NS2B3)에 의해 절단되면 STAT2를 분해할 수 있다. 실제로 단백질분해효소에 의해 NS5가 절단된 후 E3 리가아제가 STAT2와 결합하며, E3 리가아제는 STAT2를 분해 대상으로 지정한다.

### 제1형 인터페론 반응 억제
NS2B3-b 단백질분해효소 복합체는 NS2B의 마지막 40개 아미노산과 NS3의 처음 180개 아미노산으로 구성된 단백질분해 코어이다.
NS2B3 전구체의 절단은 단백질분해효소 복합체를 활성화시킨다.
이 단백질분해효소 복합체는 IFN-베타 촉진자의 활성을 감소시켜 제1형 인터페론 생산을 억제한다. NS2B3 단백질분해효소 복합체는 IRF3의 인산화를 억제하는 데 관여한다.
NS2B3 단백질분해효소 복합체는 IRF3 활성화를 가능하게 하는 단백질 MITA를 절단하여 억제한다.

### 모기 D7 타액 단백질
뎅기바이러스는 이집트숲모기 종에 의해 전파되며, 이 모기는 D7 단백질군을 포함하여 100가지 이상의 고유한 단백질을 함유한 타액을 생산한다. 과학자들은 과거에 이집트숲모기의 타액이 전파될 때 실제로 신체의 면역 반응을 약화시켜 뎅기바이러스를 몸에서 더 빠르게 퍼뜨린다고 믿었다. 그러나 현재 연구에 따르면 D7 단백질이 바이러스가 숙주 세포로 침투하는 것을 방해한다는 사실이 밝혀졌다.
외래 바이러스와 싸우려는 항체의 면역 반응은 실제로는 전파를 증가시키고 감염을 악화시킨다. D7 단백질 수치는 뎅기열에 감염되지 않은 모기에 비해 감염된 모기의 타액선에서 더 흔하게 발견된다. D7은 모기 타액에서 발견되며 혈액 공급 과정을 돕는 것으로 생각되었다. 이전 가정에도 불구하고 D7은 숙주 세포를 조절하고 바이러스에 대항하여 바이러스 감염을 예방할 수 있다. 불행히도 D7 단백질은 면역 반응을 유발하여 항-D7 항체 수치를 증가시킨다. 이 항체는 D7 단백질의 기능을 억제하여 뎅기바이러스의 전파를 증가시킨다. D7 단백질에 대한 면역 반응이 항바이러스 활성을 손상시킬 수 있지만, 한 연구에 따르면 뎅기바이러스 비감염자는 감염된 사람보다 항-D7 IgG 수치가 약간 더 높았지만 통계적으로 유의미하지는 않았다. 따라서 D7 단백질군이 뎅기바이러스 감염 및 의학적 적용에 미치는 역할에 대한 더 많은 연구가 필요하다.

### 백신 연구
두 종류의 뎅기열 백신이 승인되어 시판되고 있다. 2022년 12월 5일, 유럽 의약품청은 성인, 청소년 및 4세 이상 어린이를 위한 생테트라가 백신인 Qdenga를 승인했다. 2016년 백신인 Dengvaxia는 이전에 감염된 적이 있는 사람 또는 9세까지의 선행 감염률이 높은 집단에게만 권장된다. 뎅그박시아는 11개국(멕시코, 필리핀, 인도네시아, 브라질, 엘살바도르, 코스타리카, 파라과이, 과테말라, 페루, 태국, 싱가포르)에서 승인되었다.
여러 백신이 민간 및 공공 연구자들에 의해 개발되고 있다. 이 질병에 대한 백신을 개발하는 것은 어렵다. 질병을 유발할 수 있는 네 가지 다른 혈청형의 바이러스가 있으므로, 백신은 효과를 내기 위해 네 가지 유형 모두에 면역을 부여해야 한다. 한 혈청형에 대한 백신 접종만으로는 항체 의존성 강화라는 메커니즘을 통해 다른 혈청형에 감염되었을 때 심각한 뎅기출혈성 쇼크를 초래할 수 있다. 뎅기바이러스에 감염되면 면역 체계는 해당 혈청형에 대한 면역을 제공하는 교차 반응 항체를 생성한다. 그러나 이 항체는 재감염 시 다른 혈청형을 중화할 수 없으며 실제로는 바이러스 복제를 증가시킨다. 대식세포가 '중화된' 바이러스를 섭취하면 바이러스는 대식세포 내에서 복제하여 질병을 유발할 수 있다. 이러한 교차 반응성, 비효율적인 항체는 바이러스가 대식세포로 쉽게 접근할 수 있도록 하여 더 심각한 질병(뎅기출혈열, 뎅기쇼크증후군)을 유발한다. 뎅기열 유행 지역에서 흔히 발생하는 문제는 어머니가 뎅기열에 감염되었을 때이다. 출산 후 자녀는 어머니로부터 면역력을 물려받지만, 다른 세 가지 혈청형 중 하나에 감염되면 출혈열에 취약하다. 한 백신은 2012년에 3상 임상 시험 중이었으며 백신 사용 및 효과 감시 계획이 시작되었다.
2009년, 사노피 파스퇴르는 리옹(프랑스)의 교외인 Neuville-sur-Saône' (fr)에 새로운 시설을 건설하기 시작했다. 이 시설은 3상 임상 시험을 위한 4가지 혈청형 백신을 생산한다. 2014년 9월, 사노피 파스퇴르 CEO는 라틴 아메리카 3상 시험 효능 연구의 초기 결과를 발표했다. 혈청형별 효능(ST)은 ST2의 경우 42.3%, ST1의 경우 50.3%, ST3의 경우 74.0%, ST4의 경우 77.7%로 다양하게 나타났다. 3상 라틴 아메리카-카리브해 연구 데이터의 전체 분석은 동료 심사를 거친 과학 저널에 발표되기 전에 외부 전문가의 검토를 받을 예정이다. 주요 결과는 2014년 11월 2일부터 6일까지 뉴올리언스에서 개최된 미국 열대의학위생학회 연례 회의에서 발표될 예정이다.
2012년 9월, 백신 중 하나가 임상 시험에서 좋은 성과를 내지 못했다고 보고되었다.
2015년 말과 2016년 초에 사노피 파스퇴르의 첫 번째 뎅기열 백신인 뎅그박시아(CYD-TDV)가 풍토병 지역에 거주하는 9~45세 개인에게 사용하도록 여러 국가에 등록되었다.
2019년 5월 1일, 미국 식품의약국은 풍토병 지역에 거주하며 이전 뎅기열 감염이 실험실에서 확인된 9세에서 16세 사이의 사람들에게 모든 뎅기바이러스 혈청형에 의한 뎅기열 질병 예방을 위한 첫 번째 백신인 뎅그박시아를 승인했다고 발표했다. 뎅기열은 미국령 사모아, 괌, 푸에르토리코, 미국령 버진아일랜드에 풍토병으로 존재한다.

### 약물 연구
뎅기열에 대한 승인된 직접적인 항바이러스 치료법은 없다. 뎅기 감염에 대한 대부분의 항바이러스 약물 연구는 NS2B/NS3 단백질분해효소 또는 NS5 단백질의 억제에 초점을 맞추었다. 보고된 단백질분해효소 억제제 접근법은 주로 표적 공유 결합 억제제에 초점을 맞추었다. 발라피라비르라는 약물은 C형 간염 NS5 중합효소 억제제로 용도를 변경하여 2상 임상 시험에 진입했지만 효능 부족으로 중단되었다.
이 논문은 뎅기바이러스 복제 억제제로서 금속-TPI 복합체(철, 코발트, 아연 포함)의 잠재력을 탐구하는 새로운 접근법을 제시한다. Zn-TPI와 Fe-TPI는 낮은 독성과 DENV-3에 대한 상당한 억제를 보였고, Co-TPI는 낮은 농도에서 항바이러스 활성을 보였다. 이러한 발견은 뎅기열에 대한 보다 효과적인 항바이러스 치료법을 개발할 새로운 가능성을 제시한다.